# Robinson Puebla
Robinson Nicolás Puebla Vera (Rancagua, Chile, 2 de diciembre de 1985) es un exfutbolista chileno. Jugaba como guardameta.

## Trayectoria
Se formó en las divisiones inferiores de O'Higgins luego fue enviado a la filial que en ese tiempo era Colchagua. En el 2009 ficha en O'Higgins tras la llegada de Gerardo Silva. Actualmente es el preparador de arqueros del cuerpo técnico de Miguel Ramírez en el club celeste.

## Clubes
| Club      | País  | Año       |
| --------- | ----- | --------- |
| Colchagua | Chile | 2007-2008 |
| O'Higgins | Chile | 2009      |

- Datos: Q6110113